# サン・トワ・マミー
「サン・トワ・マミー」（フランス語原題：Sans toi ma mie）は、ベルギーの歌手サルヴァトール・アダモの楽曲。作詞、作曲ともに「雪が降る」などと同様にアダモ自身が手がけた。アダモが当時19歳だった1962年に発表され、翌1963年にベルギーで大ヒットした。日本では越路吹雪が歌唱したものがヒットしたことによって知られている（岩谷時子による日本語詞）。またRCサクセションによる歌唱がドラマのエンディングテーマとなりヒットした。

## 日本での歌唱

### 越路吹雪のシングル
日本では岩谷時子の訳詞により越路吹雪が歌ったものが特に有名である。1964年に発売された越路盤のシングルレコードには「愛しているのに」というサブタイトルが付けられている。越路は『サン・トワ・マミー』を自身のリサイタルやステージなどで必ず披露し、『愛の讃歌』や『ラストダンスは私に』などとともに越路の代表曲の一つになっている。また、1964年の『第15回NHK紅白歌合戦』では、越路によって本楽曲が歌唱された。
岩谷による訳詞では、越路吹雪が歌唱するにあたって、主人公を女性に置き換えた大人の女性の恋の歌になっており、アダモ自身の少年時代の失恋を描いた原詞をかなり意訳したものになっている。
この越路盤は、1965年5月までの1年間で25万枚を売り上げている。
後にロックバンドのRCサクセションも本楽曲を歌唱している（アルバム『COVERS』収録）。歌詞は越路が歌った岩谷の訳詞をベースとしているが、ボーカルの忌野清志郎によって一部改変されている。RCサクセションによるカバーバージョンは、フジテレビのドラマ『やっぱり猫が好き』のエンディングテーマ、日産自動車の企業CM曲や、映画『バカヤロー！』シリーズの主題歌として使用された。
また、フジテレビのドラマ『古畑任三郎』の主人公・古畑任三郎は本楽曲を数少ない歌のレパートリーとしており、ドラマ内でも歌唱されている。また、同ドラマの第11回「さよなら、DJ」の犯行シーンでは本楽曲が流れていた。
テレビ朝日系列ドラマ『越路吹雪物語』主題歌、大地真央と瀧本美織が歌唱。

#### 収録曲
A面
1. サン・トワ・マミー（愛しているのに）　/ SANS TOI MAMIE　-　3分26秒
  - 作詞：岩谷時子、作曲：サルヴァトール・アダモ、編曲：内藤法美

B面
1. チャンスが欲しいの　/ DONNE MOI MA CHANCE (TOO LATE TO WORRY)　-　2分36秒
  - 作詞：岩谷時子、作曲：ハル・デヴィッド・バート・バカラック[注釈 1]、編曲：内藤法美

## 主なカバー一覧

### 世界のカバー
- グラシェラ・スサーナ（アルゼンチン）
- MAKE（アメリカ） - アルバム『MAKE OVER』収録

### 日本のカバー
- 越路吹雪 - シングル。詳細は上述の通り。
- RCサクセション - アルバム『COVERS』収録。詳細は上述の通り。
- 五木ひろし - アルバム『雪が降る~哀愁のヨーロピアンワールド~』収録
- ヴァージンVS
- 岸洋子
- 桑田佳祐 - ライブビデオ『昭和八十三年度!ひとり紅白歌合戦』収録
- クミコ
- 後藤真希 - シングル『サン・トワ・マミー/君といつまでも』として発売
- 鮫島有美子
- 沢たまき - アルバム『ベッドで煙草を吸わないで』収録
- 菅原洋一
- 高樹澪 - アルバム『ナーダ』収録
- 八反安未果 - アルバム『忘れないわ』収録
- ピーター
- フランク永井
- ペギー葉山 - アルバム『ヨーロピアン・ポップス ベスト』収録
- 辺見マリ - アルバム『マリとあなたの部屋+3』収録
- 美川憲一 - 35周年記念盤『越路吹雪さんに捧ぐ』
- 由紀さおり
- Les MAUVAIS GARÇONNES - アルバム『愛の讃歌』収録
- 凰稀かなめ - 越路吹雪トリビュートアルバム『越路吹雪に捧ぐ』（2016年12月21日）収録[3]